# Boroniawo
Boroniawo (ukr. Бороняво) – wieś na Ukrainie, w obwodzie zakarpackim, w rejonie chustskim. W 2001 liczyła 3511 mieszkańców, wśród których 3473 jako ojczysty wskazało język ukraiński, 35 rosyjski, 1 węgierski, 1 białoruski, a 1 niemiecki.